# Arnaldo Peternazzi
(Antonio Napolioni, vescovo di Cremona)
Arnaldo Peternazzi (Scandolara Ravara, 2 gennaio 1934 – Cingia de' Botti, 26 marzo 2020) è stato un presbitero, missionario, scrittore e compositore italiano fondatore dell'Associazione Amici del Brasile Onlus.

## Biografia
Don Arnaldo Peternazzi nacque agli inizi del 1934 a Scandolara Ravara, un piccolo paese dell’area casalasca vicino al fiume Po. Dopo aver frequentato la scuola elementare di Scandolara, entrò nel Seminario Vescovile a Cremona.
Il 29 giugno 1960 venne ordinato sacerdote da mons Danio Bolognini nella Cattedrale di Cremona. Insieme a lui diventarono presbiteri Don Remo Baruffaldi, Don Giovanni Cadenazzi e Don Emilio Mondini; amici ai quali rimase sempre fortemente legato. Celebrò la sua prima messa la domenica successiva, il 3 luglio 1960, nella chiesa del suo paese natale dedicata a Santa Maria Assunta. Nello stesso anno venne nominato vicario a Castelverde dove rimase fino al 1963. Fu quindi vicario a Mozzanica dal 1963 al 1975, tra i ragazzi che frequentarono l'oratorio in quegli anni vi furono anche Gian Battista Maffi e Mario Toffetti.
Nel 1975 partì per il Brasile come missionario fidei donum dove operò fino al 1987.
Arrivato in Brasile venne destinato alla diocesi di Viana nello stato del Maranhão. Nel 1977 il vescovo Paulo Eduardo Andrade Ponte, della nuova Diocesi di Itapipoca, lo nominò parroco della parrocchia di São João Batista di Uruburetama nello stato del Cearà. Qui trovò una realtà socio-economica e politica molto difficile: la povertà e la miseria erano sconcertanti. Questa situazione lo spinse a cercare una soluzione per poter cambiare la vita dei suoi parrocchiani. La visita nei quartieri più poveri della città lo motivò ad iniziare un lavoro che andò oltre l’annuncio della Parola di Dio: la denuncia, la testimonianza e l’azione furono le condizioni che dettero inizio al suo lavoro missionario.
In dodici anni di permanenza nel Cearà, vennero costruiti undici pozzi, una maternità a Tururu (per contrastare le numerose morti di donne partorienti), venne fondata la prima Scuola in Uruburetama intitolata a Francesco e Selene Peternazzi, genitori di don Arnaldo. Vennero anche edificate e recuperate nove chiese-cappelle, e costruiti due saloni parrocchiali. Quando nel 1987 arrivò il momento di ritornare in Italia lasciò ad alcune persone del posto la responsabilità di continuare il lavoro in Brasile.
Rientrato nella diocesi di Cremona assunse l’incarico di parroco delle comunità di Sant’Agata in San Martino del Lago e San Pietro martire in Ca’ de’ Soresini; occupandosi anche del Santuario di Caruberto che era stato annesso alla parrocchia di Sant'Agata con decreto del 17 luglio 1986 da monsignor Enrico Assi.
Don Arnaldo Peternazzi mantenne sempre un forte legame con il Brasile, e mobilitò un gruppo di amici italiani, conosciuti durante i vari incarichi fino ad allora ricoperti, che lo aiutarono a sostenere il lavoro intrapreso in terra latinoamericana. Questo legame tanto tenace lo portò, nel 1994, ad essere ispiratore e fondatore dell’Associazione Amici del Brasile Onlus, impegnata nella promozione dell’educazione nel nord-est del Brasile dove sostiene dodici scuole. Oltre alle attività nel paese latinoamericano, l’associazione ha realizzato un progetto educativo anche nella Repubblica Democratica del Congo.
Lasciato l’incarico di parroco per raggiunti limiti d’età nel 2017, don Peternazzi continuò a risiedere a San Martino del Lago ancora per un anno. In seguito si trasferì presso la Fondazione “Elisabetta Germani” di Cingia de’ Botti dove morì il 26 marzo 2020.
Dal 30 marzo 2020 riposa nel cimitero di San Martino del Lago.

## Opere

### La storia degli Amici del Brasile
Scritto nel 2006 in collaborazione con la signora Marmilia Gatti Galasi. In questo libro il sacerdote racconta la sua esperienza di missionario, la realtà del Nordeste Brasiliano degli anni settanta e ottanta del ventesimo secolo, e le vicende che hanno visto protagonista l'Associazione Amici del Brasile Onlus da lui fondata.

### Cronaca di don Carlo Veronesi e don Silvio Grassi
Don Arnaldo raccoglie gli appunti e le memorie di due parroci che hanno segnato la storia del suo paese d'origine. Don Carlo Veronesi, parroco dal 1911 al 1957, che per mezzo secolo ha accompagnato la vita della comunità di Scandolara e Don Silvio Grassi, assistente provinciale delle Acli, che invece ha retto la parrocchia per un breve periodo (dal 1958 al 1962) a causa della morte prematura. In questo libro del 2016 si possono trovare anche testimonianze dirette dell'autore e fotografie relative alla sua vita. Nella seconda parte, infatti, Don Arnaldo si racconta e racconta il "suo" Brasile. Sono pagine intense in cui "don Arnaldo presenta, con identica tensione morale e spirituale, la sua esperienza in terra brasiliana, che ha lasciato una traccia profonda nel suo animo..." (prof. Angelo Rescaglio - tratto dalla prefazione del libro).

### "Su pei monti..." - Salire, che passione!
Don Peternazzi ha nutrito per tutta la sua vita una grande passione per la montagna. Nell'anno 2017 Don Arnaldo si impegnò nella stesura di questo libro con il principale scopo di fare una raccolta di tante foto e tante pagine di cronaca a contatto con la montagna da lui realizzate durante il corso degli anni. "Un libro senza pretese che può diventare però una memoria di famiglia, nella speranza che tanti altri, dopo di noi, si avvicinino alle "terre alte", a contatto con una natura ricca di paesaggi stupendi, di silenzio, di luce e di fraterni contatti". (Don Arnaldo Peternazzi)

### Auto de Natal - Celebrazione Natalizia - Gesù è venuto in mezzo a noi
Libro realizzato nel 2019 ma scritto da Don Peternazzi in occasione del Natale 1979 quando era parroco di Uruburetama nel Nordest del Brasile. L'autore immagina che San Giovanni Battista, patrono di quella Parrocchia, ritorni in mezzo agli uomini del nostro tempo per denunciare le situazioni sfavorevoli alla crescita dell’umanità, auspicando invece un’apertura alla speranza, alla giustizia e alla pace. "Voglio riproporvi oggi questo scritto perché le tematiche affrontate allora sono ancora tristemente attuali". (Don Arnaldo Peternazzi - Introduzione del libro).

### Il Serio muore
Nel 1971, insieme agli “Amici del Serio” (gruppo da lui fondato), Don Peternazzi realizzò un documentario di denuncia dal titolo “Il Serio muore”. Ripercorrendo l’intero corso del fiume, dalle sorgenti fino alla confluenza nell'Adda. Il filmato testimonia lo stato di degrado e di inquinamento nei quali versava il Serio in quegli anni.
Questo video è tuttora disponibile consultando il canale youtube del Parco del Serio.

## Ritratto di Don Arnaldo Peternazzi

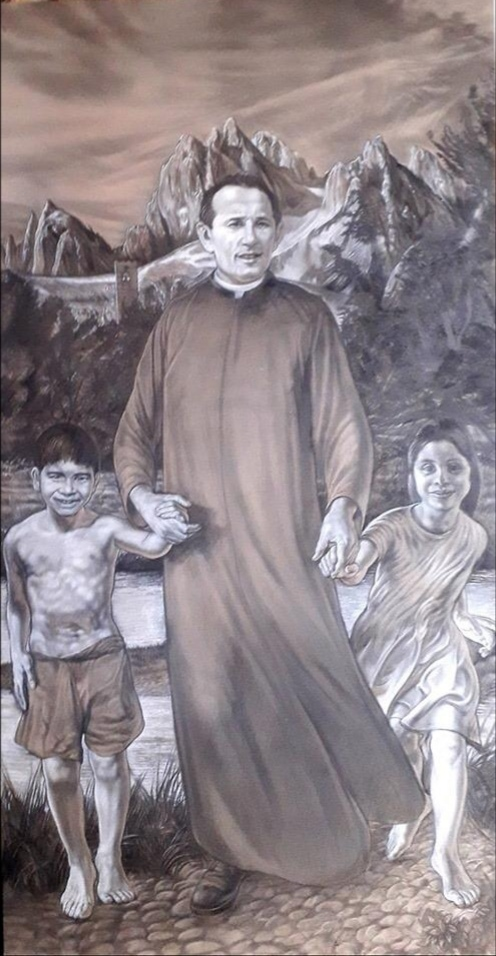
"Don Arnaldo, omaggio alla sua vita e alle sue opere" di Adriano Rossoni, 2019

L’opera scaturita dalla mano dell’artista mozzanichese Adriano Rossoni è intitolata “Don Arnaldo, omaggio alla sua vita e alle sue opere”.
Si tratta di un disegno a matita e conté bianco su cartoncino delle misure di cm 100 x cm 190. Rossoni ritrae il sacerdote con il volto di quand’era giovane vicario di Mozzanica, negli anni settanta. Sul fondo sono identificabili le Dolomiti, montagne amate e percorse dal sacerdote, luogo di crescita personale: caratteriale, spirituale ed umana. In secondo piano invece stanno il fiume Serio e Mozzanica, borgo in cui, giovane e attivissimo vicario, ha fatto nascere e sviluppare il Gruppo Amici del Serio, esperienza antesignana dell’attuale attenzione all’ambiente e alla natura. In primo piano infine ecco il ritratto di Don Arnaldo con due bambini del Brasile, luogo di missione e di continua opera per il riscatto sociale e culturale delle nuove generazioni di una realtà poverissima, che ci interroga sulla possibilità di una opportunità di realizzazione comune all’umanità tutta.
Il ritratto è stato presentato dallo stesso autore il 22 settembre 2019, alla presenza di Don Arnaldo Peternazzi, in occasione dell’apertura della mostra “DIALOGHI” a lui dedicata. L’evento ha avuto luogo a Mozzanica, all’interno della chiesetta di Santa Marta, nella quale era esposta anche l’opera “Crucifige” realizzata da Rossoni e dagli allievi dell’Accademia Santa Giulia in occasione della canonizzazione di papa Paolo VI. È proprio durante gli studi fatti sulla vita di papa Montini e la lettura dell’enciclica Populorum Progressio, che il pittore riconosce l’operato di don Arnaldo Peternazzi e decide di rendergli omaggio.
Al termine della mostra, l’autore ha fatto dono di quest’opera all’Associazione Amici del Brasile Onlus.